# Montegrappa

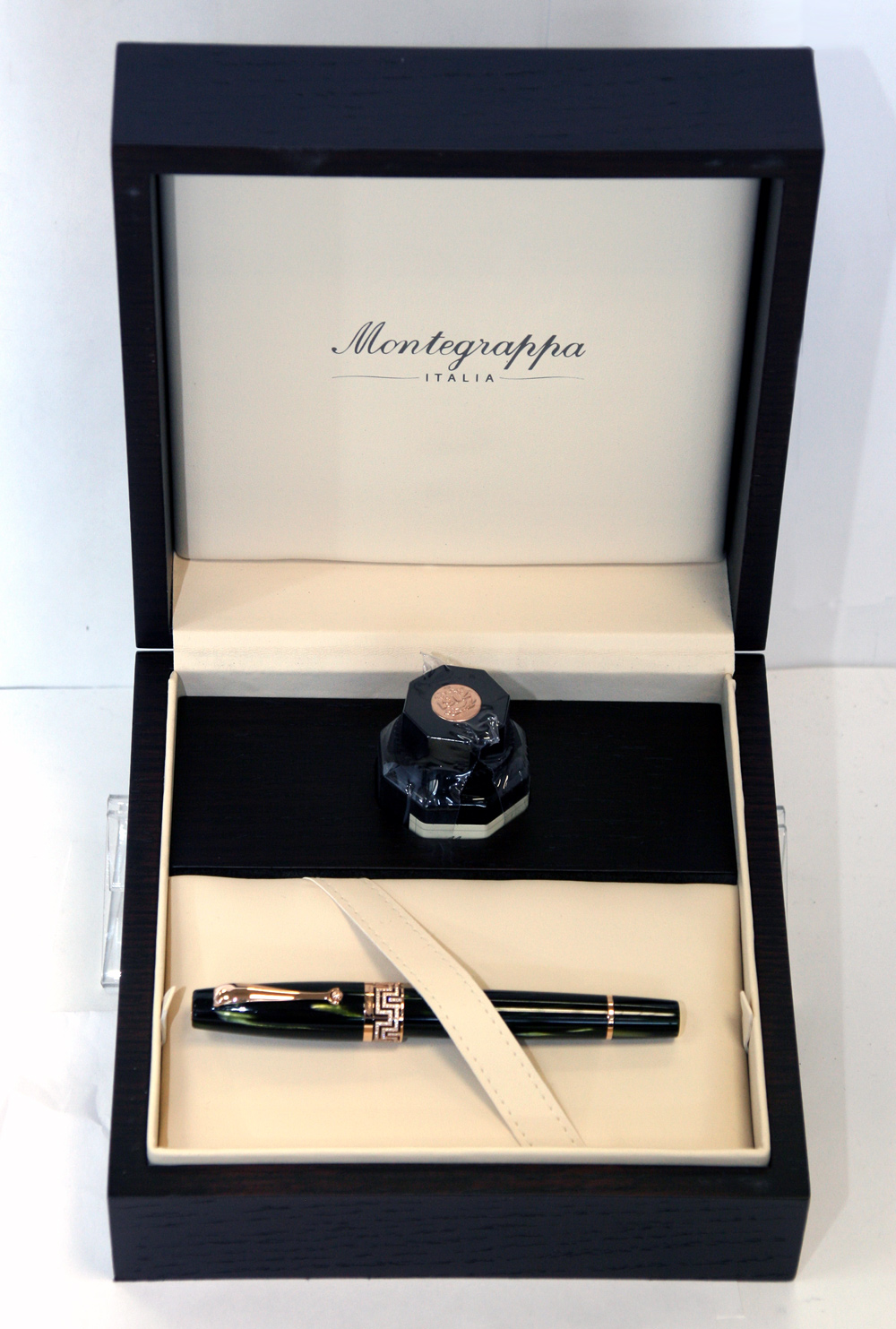
Pluma estilográfica de la marca Montegrappa Italia edición destacada extra Pen, en su presentación de lujo para el público.

Montegrappa es una empresa italiana dedicada a la fabricación de plumas estilográficas y joyas como reloj de pulsera y gemelos (accesorio), perteneciente al grupo suizo de bienes de lujo Richemont. Fue fundada en el año 1912 a orillas del río Brenta, en Bassano del Grappa, por los austríacos Edwige Hoffman y Heidrich Helm, ambos apasionados de la mecánica. Su nombre se debe al famoso macizo cercano.
Durante la Primera Guerra Mundial Bassano fue un centro de operaciones militares lo que provocó que gran parte de los soldados repartidos por Italia y Europa usasen las plumas de la compañía y, a pesar de sufrir frecuentes bombardeos, Montegrappa continuó su actividad sin interrupción.
En 1946 Montegrappa sufrió un fuerte golpe cuando se produjo un incendio en su fábrica por la acumulación de celuloide. Debido a ello, la compañía abandonó poco a poco el uso de este material, y lo sustituyó por materiales como la plata y el oro para la producción de estilográficas.
Desde su creación Montegrappa ha apostado por los diseños y materiales más innovadores y por un minucioso trabajo artesanal. Así su catálogo rebosa una gran variedad de suculentas ediciones limitadas gran apreciadas por los coleccionistas más exigentes. Entre los modelos más aclamados de Montegrappa, destaca Micra, Miya, Extra o prestigiosas ediciones limitadas como Eternal Bird.
- Datos: Q1575018
- Multimedia: Montegrappa (company) / Q1575018